# 桔梗ヶ原

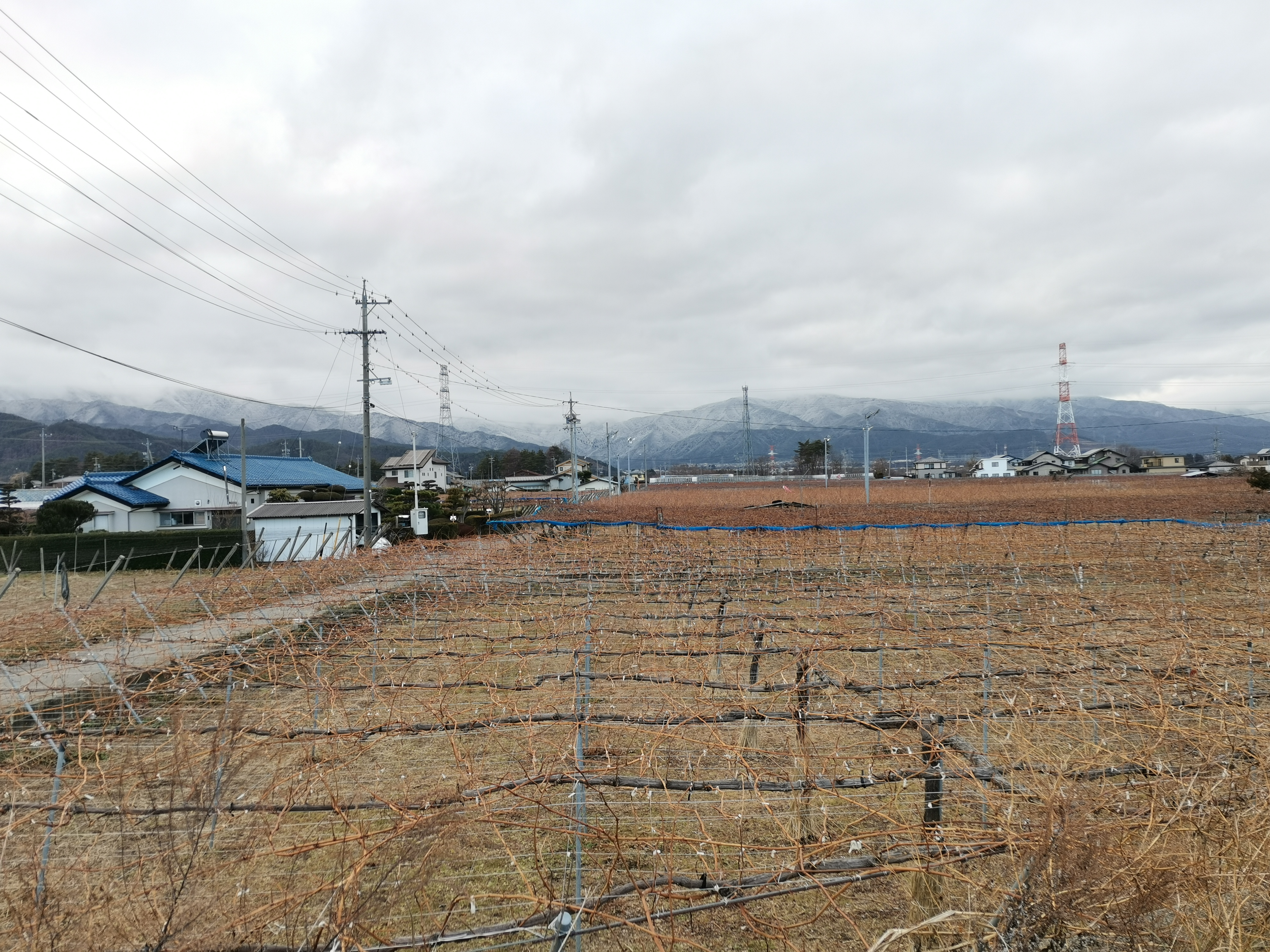
ぶどう畑の間に家屋が立ち並ぶ典型的な桔梗ヶ原の風景。

塩尻市の位置

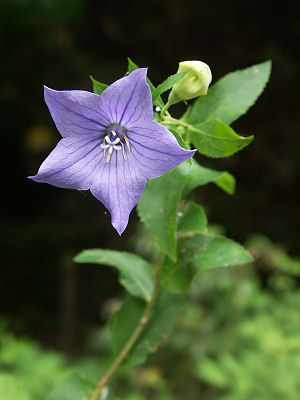
キキョウは、塩尻市の花である

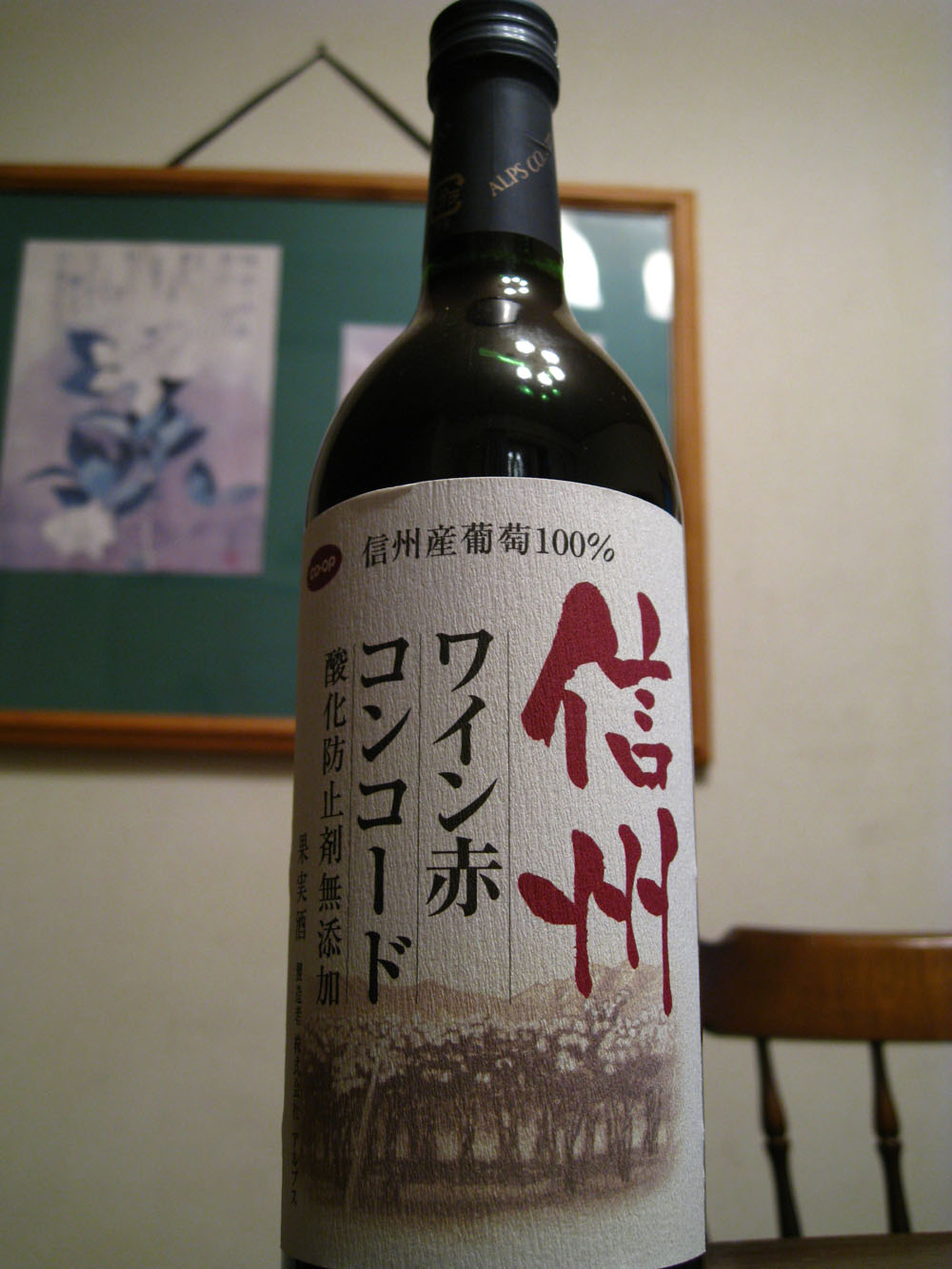
塩尻市のアルプスが製造したワイン

桔梗ヶ原（ききょうがはら）は、長野県塩尻市の地名。

## 地理
松本盆地の南、塩尻市を流れる奈良井川とその支流・田川に挟まれた一帯が桔梗ヶ原であり、その広さは東西に3キロメートル、南北に5キロメートルである。かつては松本市出川までの広い範囲を桔梗ヶ原と呼んでいたが、現在は塩尻市の九里巾より南の奈良井川第一河岸段丘を指す。
奈良井川の扇状地にあり、礫層の上に乗鞍岳由来の火山灰が堆積した、標高690メートルから730メートルの台地となっている。水に乏しい土地で、川は一筋もなく、地下水位は低く、井戸を掘るにしても地表から20メートルから30メートルもの深さを必要とする。さらに、火山灰の影響で土壌は酸性を示す。
このため古くから農耕に適さない場所であるとして、原野のまま放置されていたが、明治時代以降開拓が進められたことで、ブドウなどの果樹やワイン、野菜の一大生産地となった。塩尻市のブドウの出荷量は中野市・須坂市に次いで長野県内で3番目に多い。また、当地には複数のワイナリーがあり、長野県産ワインの8割は塩尻市で生産されている。塩尻市宗賀地区は大正時代に入植者が相次いだことで、誕生した新しい集落には「桔梗ヶ原」が集落名として用いられた。現在では国道19号や鉄道路線の中央本線・篠ノ井線が整備され、上水道や都市ガスの普及もあって塩尻駅周辺および国道沿いは都市化が進んでいる。
| - アルプス - 井筒ワイン - いにしぇの里葡萄酒 - ヴォータノワイン - 丘の上 幸西ワイナリー - 松本ハイランド農業協同組合（JA松本ハイランド）桔梗の里ワイナリー - Kidoワイナリー（城戸ワイナリー） - 諏訪山シードル - サンサンワイナリー - サントリー塩尻ワイナリー - 長野県塩尻志学館高等学校（KIKYOワイン） - 塩尻ファーム ドメーヌスリエ - 信濃ワイン - シャトー・メルシャン桔梗ヶ原ワイナリー - ドメーヌコーセイ - 林農園（五一わいん） - ベリービーズワイナリー |

## 地名
地名の詳しい由来は不明だが、かつて経典を携えた僧が京都から善光寺（長野市）に向かっていたとき、連れてきた牛が当地で倒れてしまい、「帰京」を余儀なくされたことから「キキョウ」の名が付けられたとする伝承がある。万葉集の中の歌に須我の荒野（すがのあらの、菅の荒野）という地名が登場するが、これは桔梗ヶ原のことを指しているとする説がある。

## 歴史

### 開拓以前
桔梗ヶ原の地名が登場する文献としては諏訪大社の権祝たる矢島氏の『矢嶋文書』が最古であり、南北朝時代の1355年（正平10年）に桔梗ヶ原で合戦があったことが記されている。
江戸時代、中山道が開通し、塩尻宿・洗馬宿の両宿場町が繁栄すると、その中間に位置する桔梗ヶ原は、『塩尻甚句』に「行こか塩尻 帰ろか洗馬へ ここが思案の桔梗ヶ原」と詠われた。桔梗ヶ原の周辺には床尾・平出・大門・高出・野村・吉田・原新田・堅石・郷原という9つの村があり、桔梗ヶ原の中でも各村に近い部分を内野（うちの）、村から遠い原野の中央部分を外野（そとの）と呼んでいた。当時は入会の草刈場として利用され、中山道の沿線であったことから馬の飼料を得るには格好の場所であった。その一方で、密かに隠田を造る者もいた。1700年（元禄13年）、松本藩は桔梗ヶ原の開拓を命じたが、入会権を持つ村々が草刈場が減ってしまうとして反対したため中止となった。1742年（寛保2年）になり、天領塩尻陣屋代官・山本平八郎親行が桔梗ヶ原を含む筑摩郡・安曇郡54か所の開発を計画したが、松本藩および両郡の農民らによる幕府勘定奉行神尾春央への直訴の結果、沙汰止みとなった。1830年（文政13年）には木曽川を水源とする大規模な水田化計画が持ち上がったが、間もなく立案者の死去によって頓挫してしまった。

### 開拓初期

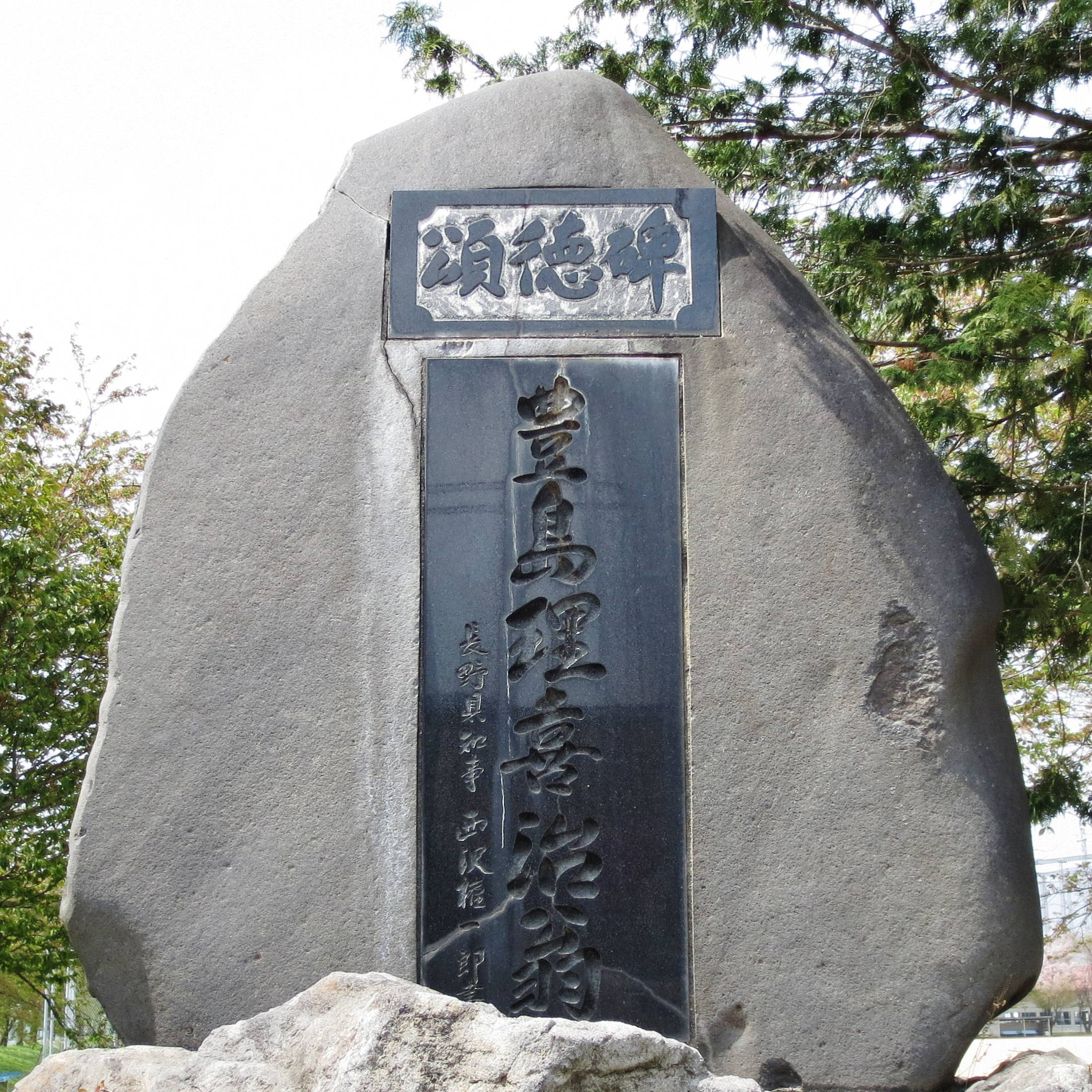
豊島理喜治の碑
（塩尻市営総合運動場）

明治になり、本格的な開拓の先駆けとなったのが田中勘次郎である。彼は明治2年に平出村から単身で桔梗ヶ原へ移住し、手始めに井戸を掘って水を得ようとしたものの、途中で発生したガスに阻まれ失敗。井戸ではなく水路によって平出の泉から水を引こうと考えるも、1.4キロメートルもの長大な水路を掘り抜くのは井戸を掘るよりも多大な労力を要することになることがわかり頓挫した。その後、後発の藤原義右衛門が井戸を掘り当ることに成功すると、勘次郎もようやく井戸を掘り当て、開墾に着手した。開墾を進める勘次郎に対し、草刈場が減少するとした陣営が訴訟を起こし裁判となったが、開墾は国の方針に則ったものであるとして、勘次郎側の勝訴に終わっている。
明治20年代になると入植者が増加し、開墾はさらに加速した。1890年（明治23年）、里山辺村（松本市）から入植した豊島理喜治は、試しに20種余りのブドウ3,000本を植え、これが当地におけるブドウ栽培の始まりとなった。桔梗ヶ原がブドウの栽培に適した風土であることがわかってからは、さらに栽培面積を拡大し、ブドウのほかモモ・ナシ・洋ナシ・リンゴの栽培も始めた。1897年（明治30年）にワイン工場を建設し、1903年（明治36年）には有志を集めて会社を設立したものの、1907年（明治40年）の恐慌で会社は解散、理喜治本人はブドウ事業から撤退を余儀なくされてしまうが、すでにブドウ栽培は多くの農家によって桔梗ヶ原で広く営まれるようになっていた。
1908年（明治41年）、諏訪地域から入植した小泉八百蔵はコンコードの栽培を開始。合わせて、ブドウ栽培法として山梨県で用いられていた「棚造り」を導入した。この方法は従来の「ブッシュ法」（1本の棒を立て、それに木を縛り付ける方法）よりも有利であるとして桔梗ヶ原全体へ広まった。1911年（明治44年）に平野村（岡谷市）から入植して果樹栽培を始めた林五一は、1918年（大正7年）から本格的にワインの醸造を開始。その後はコンコードの消費拡大を目的に寿屋（現在のサントリー）などの工場を誘致するなど精力的に活動し、彼の名はワインの銘柄である「五一わいん」として残っている。
1902年（明治35年）には未だ開拓の手が及んでいない桔梗ヶ原北部を切り開いて鉄道路線が敷設され、篠ノ井線が開通し、塩尻駅が開業する。1906年（明治39年）には諏訪から宮部惣太郎が入植し、養蚕業を広めたことでクワ畑が一時急増したが、1920年（大正9年）の不況で衰退し、より有利なブドウ栽培へと転換していった。大正時代には果樹以外にもキャベツやトマトといった野菜も栽培されるようになり、特にキャベツは貨物列車で長野県外にも出荷されたほか、ダイコンは沢庵漬けにして関東地方や関西地方へと出荷されていた。北原名田造は入植後に果樹・野菜のほか家畜の飼育も手がけ、多数飼育していたヤギの乳を毎朝塩尻や松本へと配達・販売を行った。

### 昭和以降

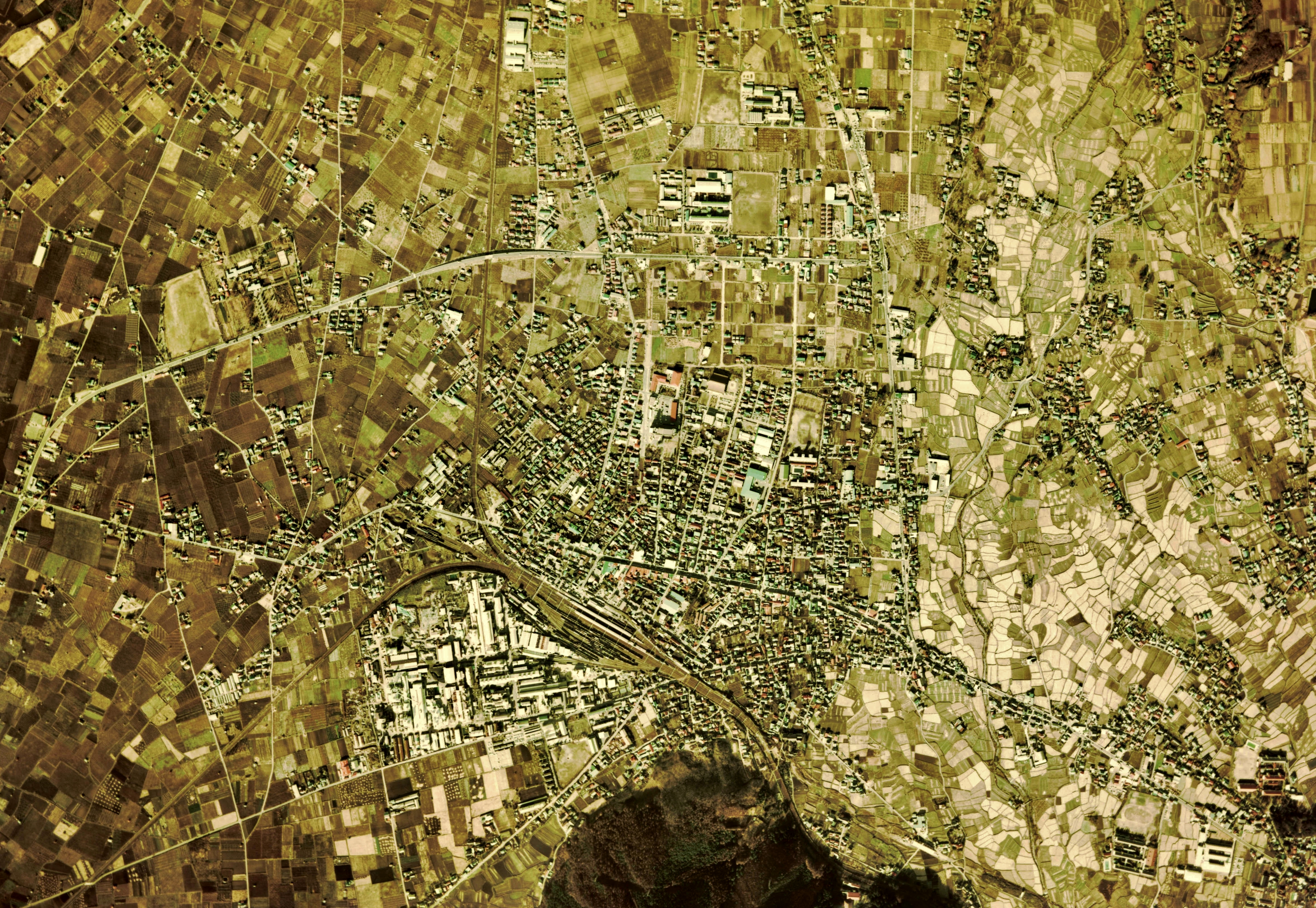
都市化が進む塩尻駅周辺

昭和になると肥料の質が向上し、それに伴って栽培するブドウの品質も高まった。主にコンコード・デラウェア・ナイアガラが栽培され、作付面積は100町歩（約100ヘクタール）を超えるまでになった。大小10か所余りのワイン工場が操業し、当地で生産するコンコードのほとんどが当地内で醸造されるようになった。しかし、1941年（昭和16年）の太平洋戦争勃発後は果樹園の3分の1が雑穀畑に変わり、生食用のブドウは販売が禁止され、ブドウはすべて酒石酸加工に回された。
戦後になり、物資が流通し始めるにつれて果樹栽培への回帰が進み、1955年（昭和30年）頃には戦前の状態へと回復、コンコード生産量日本一、ブドウ全体でも日本4位となった。また、松本・諏訪地域が新産業都市に指定されると、交通網や上水道の整備とともに都市化が進行。果樹園は観光地（観光農園）として秋の収穫期になると長野県内外から観光客を集めている。

2014年6月27に国からワイン特区に認定されたのち、2024年3月22日に桔梗ヶ原・松本ワインバレー特区に認定された。

## 伝承

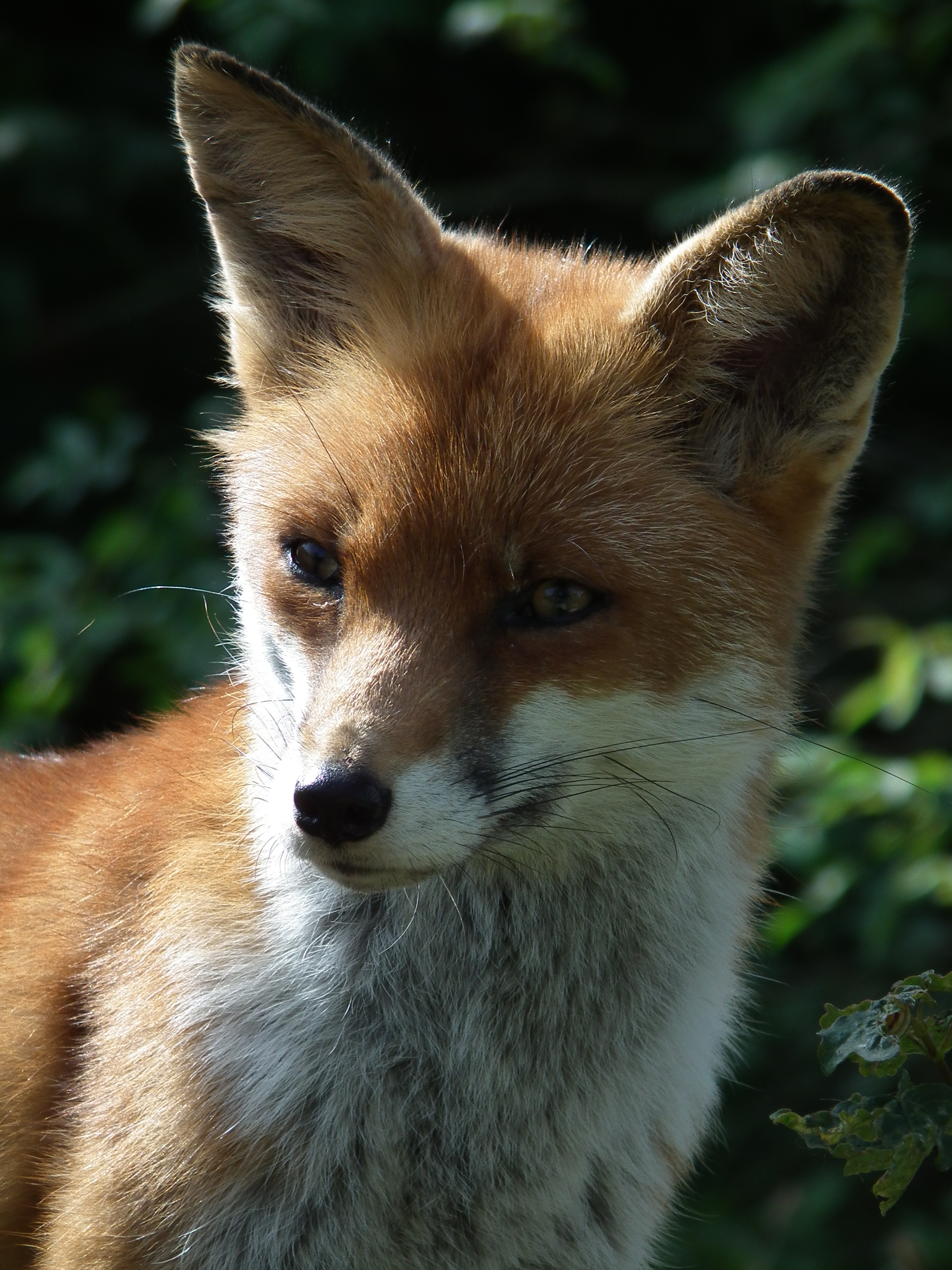
稲荷信仰の眷属であるキツネ

桔梗ヶ原には人がキツネに化かされる民話が伝えられている。桔梗ヶ原に住む玄蕃之丞（げんばのじょう）と呼ばれるキツネを筆頭に、仲間のキツネで寿村の赤木山に住む新左衛門、山形村の横手ヶ崎に住むお夏、さらに子分で田川橋に住む与三郎、石灰山の沢尻に住むさゑん等、多くのキツネたちを従えて大々的に悪戯を働いていたという。
『鹽尻町誌』には玄蕃之丞にまつわる民話がいくつか紹介されているので、要約して以下に記す。
1. 夏の暑い日に庄屋の男がアカザの下でじっとしている。通りかかった者が何をしているのかと尋ねると、大雨が降ってきたのでこの大樹で雨宿りをしているのだと答えたという。
2. 村で評判の美人が道の真ん中に座って馬の糞を食べている。通りかかった者が何をしているのかと尋ねると、頂いたおはぎを食べているのだと答えた。どうやらまだ自分の家の中に居るものと思わされているらしい。
3. キツネたちが嫁入りの一行を桔梗ヶ原で迷子にさせておき、自分たちが嫁入り一行になりすまして相手宅に上がり込んで宴会をしたという話。宴会中に本物の花嫁が現れると、キツネたちは尻尾を出して逃げていったという。
4. キツネたちが大名行列に化け、街道を往来したという話。街道の各宿場では急に現れた大名行列に驚き、あわてて出迎えの準備をするのだが、実はキツネたちによる悪戯であった。その後、宿場の人々は大名行列が来てもキツネたちの仕業だと無視していたが、実は本物の大名行列で、ひどく叱責を受けたという。このため、キツネたちを捕らえようと贄川宿ではネズミの天ぷらを細口のツボの中に入れて待ち伏せすることにした。大名行列に化けたキツネたちが通ると、天ぷらのにおいをかぎつけた玄蕃之丞が行列を抜け出し、ツボの中へと誘い込まれる。ツボの中でネズミの天ぷらを頂くと、膨れた腹がつかえて外に出られなくなってしまい、あえなく宿場の若者たちによって退治されてしまった。
5. キツネたちが鉄道の運行を邪魔した話。何もない場所に停車場を作り出したり、反対側から列車が来るように見せかけたりして、列車の運行を妨害した。これは以前、キツネの仲間が走行中の列車にひかれたことを恨んでの悪戯であった。『鹽尻町誌』では玄蕃之丞は贄川宿で罠にかかって殺されたことになっており、鉄道の妨害は玄蕃之丞亡き後、残ったキツネたちの仕業として紹介されている。
6. 『鹽尻町誌』で、玄蕃之丞にまつわる恋物語があることが触れられているが、内容については省略されており、詳細は不明。

『塩尻市誌』では、こうしたキツネに化かされるといった伝承が生まれた背景として、街道を歩く人が里を離れて桔梗ヶ原の原野を通る際に、不安に襲われることが元になっているのではないかとしている。
玄蕃之丞は稲荷神（玄蕃稲荷）として、郷原諏訪稲荷神社・玄蕃稲荷神社・桔梗ヶ原神社といった桔梗ヶ原各地の神社にまつられている。このうち、塩尻市九里巾の玄蕃稲荷神社は戦国時代に武田氏家臣として桔梗ヶ原一円を知行した村上玄蕃允定行（むらかみ げんばのじょう さだゆき）を祭神とする。このほか、松本歯科大学の構内にも稲荷神がまつられているが、これはかつて稲荷神社があった場所に校舎が建てられて以降、周辺で交通事故が多発するようになったために、易経の専門家の勧めで建てられたものである。1975年（昭和50年）頃からは玄蕃之丞にまつわる塩尻市民の祭として、塩尻玄蕃まつりが毎年7月に開催されるようになった。
なお、塩尻市には公式マスコットはないが、市内イベントに登場するＮＰＯ法人制作のゆるキャラげんすけは、玄蕃之丞の子孫という設定。同じく市内イベントに登場する、模型メーカー制作の玄蕃サラも玄蕃之丞の娘という設定であり、玄蕃之丞と日本アルプスサラダ街道からその名をとっている。